# Ledra lamella
Ledra lamella är en insektsart som beskrevs av Kuoh och Cai 1994. Ledra lamella ingår i släktet Ledra och familjen dvärgstritar. Inga underarter finns listade i Catalogue of Life.